# Turdus chiguanco
Turdus chiguanco là một loài chim trong họ Turdidae.